# Megaloprotachne albescens
Megaloprotachne albescens är en gräsart som beskrevs av Charles Edward Hubbard. Megaloprotachne albescens ingår i släktet Megaloprotachne och familjen gräs. Inga underarter finns listade i Catalogue of Life.